# Penengahan (Penengahan)
Penengahan is een bestuurslaag in het regentschap Lampung Selatan van de provincie Lampung, Indonesië. Penengahan telt 1791 inwoners (volkstelling 2010).